# バーバラ・グレアム
バーバラ・グレアム（Barbara Graham、1923年6月26日 - 1955年6月3日）は、アメリカ合衆国の犯罪容疑者、元死刑囚である。彼女は共犯者とされる男2人と同日にガス室で処刑された。映画『私は死にたくない』（1958年）のモデルになった人物として有名である。

## 前半生
カリフォルニア州オークランド生まれで、本名をバーバラ・エレイン・ウッド（Barbara Elaine Wood）といった。バーバラが2歳のとき、当時10代だった実母は幼い娘を残して感化院に送られた。バーバラは見知らぬ人たちや祖父母を含めた大家族の中で育つことになり、わずかな教育しか受けることができない状態だった。10代になったバーバラは浮浪の罪で逮捕され、かつて実母が収容されていたのと同じ感化院送りを宣告された。
1939年に感化院から釈放されると、バーバラは新たな人生を切り開こうとして努力を始めた。結婚したバーバラはビジネス学校へ入学し、すぐに最初の子供を儲けた。この結婚は不幸な結果に終わり、バーバラは1941年に離婚することとなった。続く数年の間に、バーバラは少なくとも2回結婚し、2人目の子供を授かったが、いずれの結婚も破綻してしまった。
このような失敗が続いた後に、バーバラは売春に手を染めるようになったといわれる。彼女はサンフランシスコで周旋屋のサリー・スタンフォード（en:Sally Stanford）のもとで働いていた。バーバラはすぐに違法薬物やギャンブルの罪に連座し、重罪人や無法者の知り合いが多くなった。1953年にバーバラはヘンリー・グレアム（Henry Graham）という男性と結婚し3番目の子供トミーをもうけた。

## 事件
3番目の夫ヘンリーは、ちゃちな犯罪者だった。ヘンリーを通じて、バーバラは彼の犯罪仲間ジャック・サント（Jack Santo）とエメット・パーキンス（Emmet Perkins）と知り合い、バーバラはパーキンスと恋愛沙汰に陥った。パーキンスは彼女に、カリフォルニア州バーバンクにある自宅に大金を貯めこんでいるという評判が立っていた当時64歳の未亡人メイベル・モノハン（Mabel Monohan）のことを喋った。
1953年3月、バーバンクのモノハン邸に押し入るため、バーバラはパーキンスとサントに合流した。一味には3人だけではなく、ジョン・トゥルー（John True）とバクスター・ショーター（Baxter Shorter）という2名の男も加わっていた。 バーバラは伝えられるところによれば、モノハン邸の電話を貸してほしいと頼んで、玄関内に入り込んだという。モノハンがドアを開けてバーバラを迎え入れると、3人の男が邸内に押し入ってきた。一味はモノハンに現金と宝石を出すように要求したが、モノハンはその要求をはねつけた。この時点で、バーバラはモノハンの頭部をピストルで殴りつけ、頭蓋骨を砕いてしまったという。それから一味は、モノハンを枕で窒息死させた。
この企ては無益な骨折りだった。一味は邸内で何も金目のものを見つけられず、手ぶらで戻ることになった。皮肉な話だが、モノハンの遺体の近くにあったクローゼット内に隠されていた財布に、15,000ドル相当の宝石や貴重品がしまいこまれていたことを、後に彼らは知ることになった。

## 逮捕
結局のところ、一味のうち数人が逮捕された。そのうちジョン・トゥルーは、司法取引に応じて検察側の証人となった。法廷において、トゥルーは無罪を申し立てるバーバラに対して不利な証言を述べた。報道はバーバラに対する世間の嫌悪を反映させて、彼女に「血まみれバブス」（Bloody Babs）の渾名をつけた。
バーバラは事件現場にいたことを否定してアリバイを申し立てたが、そのアリバイ自体が25,000ドルの報酬で他の囚人に依頼したものだった。この囚人というのは、実は自らの自動車過失致死罪を減軽させるために、内密に捜査に協力していた密告者だった。この密告者は、バーバラに事件の当夜現場にいたことを認めるなら、その夜は「ボーイフレンド」と一緒に過ごしていたことにしようと持ちかけたのだった。そして密告者は、このやり取りを録音していた。偽証の教唆というこの事実は、法廷におけるバーバラの信用を台無しにした。彼女の裁判における行動について質問が及んだとき、バーバラは「ああ。あなたは今まで絶望したことがあるの？どうすればいいのか知らないほうがよかったというの？」と言った。バーバラは最終的に有罪判決を受けた。密告者は即座に釈放され、刑は減軽された。

## 処刑
バーバラ・グレアム、ジャック・サント、エメット・パーキンスの3名は、強盗罪及び殺人罪で死刑を宣告された。バーバラは判決の無効を訴えていたが、その訴えは失敗し、刑の執行を待つためにサン・クエンティン州立刑務所へ移送された。1955年6月3日午前10時に、バーバラはガス室へ送られる予定だったが、執行は10時45分まで延期されていた。10時43分に、再度11時30分まで執行が延期され、疲れきったバーバラは抗議を述べた。「どうして私を苦しませるの？私は10時には用意ができていたのに」
午前11時28分に、バーバラは独房から連れ出され、ガス室に収容された。そこでバーバラは立会人の姿を見なくても済むように、目隠しを要請した。バーバラの最期の言葉は、「善良な人たちは、常に正しいのですとも」だった。
バーバラは、カリフォルニア州サンラファエルにあるマウント・オリヴェット墓地（Mount Olivet Cemetery）に埋葬された。なお、共犯者とされるサントとパーキンスも彼女と同じ日にガス室に送られている。

## その後

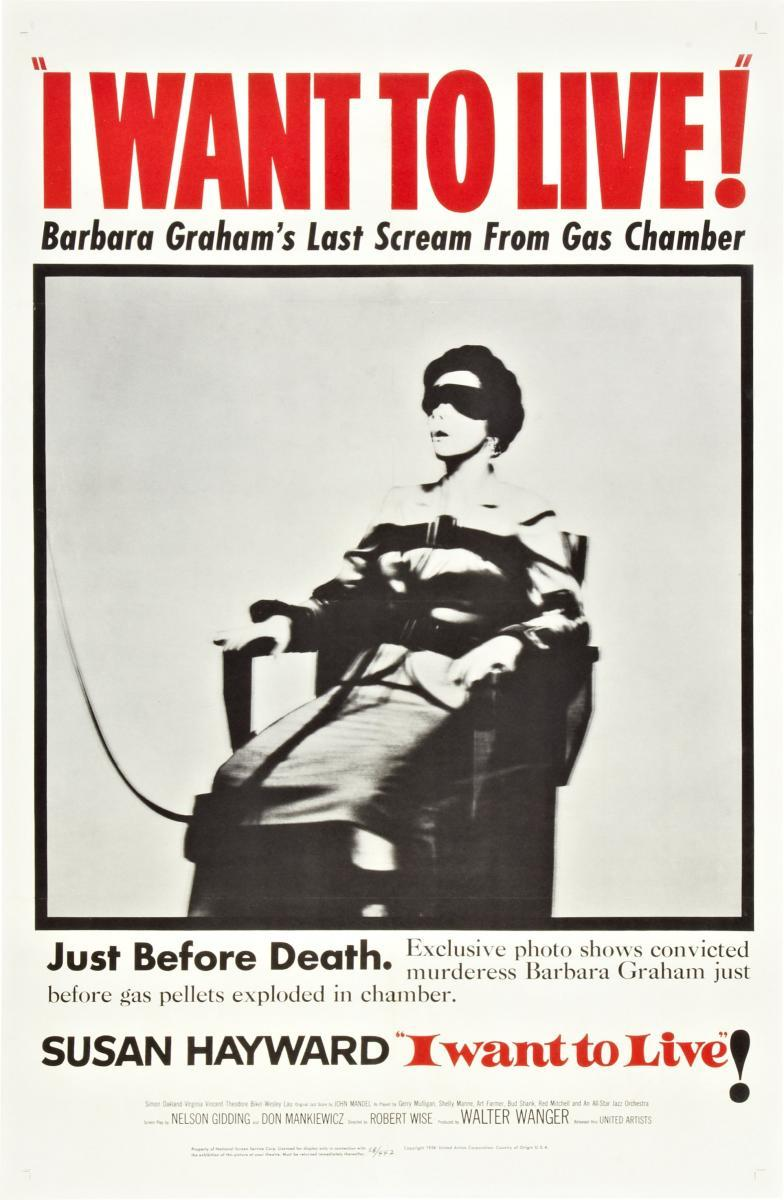
『私は死にたくない』のポスター

バーバラをモデルにした映像作品は、これまでに2回製作されている。1958年の映画『私は死にたくない』では、スーザン・ヘイワードがバーバラ役を演じてアカデミー主演女優賞を受賞した。この映画においては、強力に彼女の無実を示唆している。しかしながら、この映画は警察がバーバラを逮捕するに至る経緯などに多大なフィクションを含んでいる。ロサンゼルス・タイムズの記者で当時バーバラの裁判を担当していたジーン・ブレイク（Gene Blake）は、この映画について、「死刑廃止運動の劇的で雄弁なプロパガンダである」と評したという。
この映画は1983年にテレビ映画としてリメイクされ、リンゼイ・ワグナーが同役を演じている。